# 北大年馬來國民革命陣線

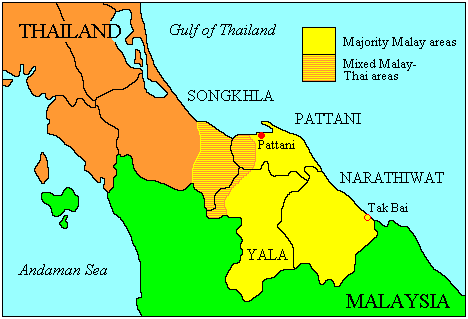
北大年馬來國民革命陣線的主要活動區域

北大年馬來國民革命陣線常簡稱國民革命陣線（BRN）或民族革命阵线，是泰國南部三府與馬來西亞北部主張北大年獨立的伊斯蘭武裝組織，截至2017年為當地勢力最大的叛軍。
北大年馬來國民革命陣線於1963年由哈吉·阿卜杜勒·卡里姆·哈桑（Haji Abdul Karim Hassan）建立，成立之初與馬來亞共產黨關係密切，提倡北大年分離主義，且受阿拉伯社會主義影響，1984年左右BRN已分為BRN-K（BRN-Koordinasi）、BRN-C（BRN-Congress）與BRN-Ulama等三大分支，2001年以後BRN-C成為主要的派別，信仰萨拉菲主义的意識形態，不同意泰南另一反叛組織北大年联合解放组织的世俗民族主義路線，在當地伊斯蘭學校與清真寺灌輸伊斯蘭極端主義的思想，並在泰南四府發動多起縱火、爆炸與武裝襲擊案件，包括2012年底針對學校教師的攻擊，並衍生出小型巡逻队（RKK）等武裝組織，多數襲擊可能是由RKK執行。

## 註腳
1. ↑  現時BRN-C與相關組織大多使用蓋達組織、伊斯蘭國等使用的黑色聖戰旗（英语：Jihadist flag）。